# Andrei Anatoljewitsch Salisnjak

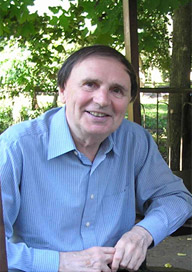
Andrei Anatoljewitsch Salisnjak

Andrei Anatoljewitsch Salisnjak (russisch Андрей Анатольевич Зализняк; * 29. April 1935 in Moskau; † 24. Dezember 2017 ebenda) war ein russischer Linguist und Hochschullehrer.

## Leben
Salisnjak, Sohn des Ingenieurs Anatoli Andrejewitsch Salisnjak und der Chemikerin Tatjana Konstantinowa Krapiwina, studierte an der Lomonossow-Universität Moskau (MGU) in der Abteilung für Romanistik und Germanistik der philologischen Fakultät mit Abschluss 1958 und absolvierte die Aspirantur (1958–1960). 1956–1957 studierte er an der Universität von Paris und an der École normale supérieure bei dem Strukturalisten André Martinet. 1957 wurde er Mitglied der Pariser Gesellschaft für Linguistik. Salisnjak leitete die Wissenschaftliche Studentengesellschaft der MGU.
Ab 1960 arbeitete Salisnjak im Moskauer Institut für Slawistik der Akademie der Wissenschaften der UdSSR (AN-SSSR, seit 1991 Russische Akademie der Wissenschaften (RAN)), in dem er Wissenschaftlicher Hauptmitarbeiter der Abteilung für Sprachtypologie und Vergleichende Sprachwissenschaft wurde. 1965 verteidigte er seine Kandidat-Dissertation über die Synthese der Nominalparadigmen der modernen russischen Sprache, mit der er sogleich auch zum Doktor der philologischen Wissenschaften promoviert wurde. Für diese doppelte Promotion hatte neben den offiziellen Opponenten Ruben Iwanowitsch Awanessow, Juri Derenikowitsch Apressjan, Pjotr Sawwitsch Kusnezow und Wladimir Andrejewitsch Uspenski auch das AN-SSSR-Mitglied Andrei Nikolajewitsch Kolmogorow plädiert. In seiner ersten Monografie behandelte Salisnjak mit seiner algorithmischen Beschreibung der Deklination der Substantive, Adjektive, Pronomina und Numeralia in der russischen Sprache wichtige theoretische Probleme der Morphologie. Das Werk beruhte auf Erfahrungen bei der Erstellung eines Russisch-Französisch-Schulwörterbuchs. Die weitere Arbeit führte zum grammatischen Wörterbuch der russischen Sprache, in dem für 100.000 russische Wörter das genaue Flexionsmodell angegeben wurde. Dieses noch manuell erstellte Wörterbuch wurde zur Grundlage für die Computerprogramme der automatischen morphologischen Analyse, was auch Eingang in das russische Wiktionary fand.
Seit 1982 untersuchte Salisnjak intensiv die Nowgoroder Birkenrindentexte und identifizierte die Besonderheiten des Altnowgoroder Dialekts. Bei der weiteren Analyse der Birkenrindentexte entdeckte er bisher unbekannte Gesetzmäßigkeiten der Platzierung von Enklitika entsprechend Wackernagels Gesetz. Als 2000 der Nowgoroder Kodex gefunden wurde, konnte er auf den Tafeln verborgene Texte rekonstruieren und daraus neue Informationen über das frühe Christentum der Rus gewinnen. Mit den Ergebnissen der Analyse des Textes des Igorliedes wies er gegen André Mazon, Alexander Alexandrowitsch Simin und andere nach, dass das Igorlied in der Tat ein mittelalterliches Epos der Rus und keine spätere Fälschung ist.
Salisnjak lehrte mehr als 50 Jahre lang an der philologischen Fakultät der MGU in der Regel in der Abteilung für Theoretische und Angewandte Linguistik und war Autor einer Vielzahl von Veröffentlichungen. Eine Schülerin Salisnjaks war Anna Dybo. 1985 wurde er Mitglied der US-amerikanischen Gesellschaft für Linguistik. In den 1990er Jahren hielt er Vorlesungen an den Universitäten Aix-Marseille I, Paris-Nanterre und Genf. Auch war er Gastprofessor an Universitäten in Italien, Deutschland,  Österreich, Schweden, England und Spanien. 1987 wurde er Korrespondierendes Mitglied der AN-SSSR und 1997 Wirkliches Mitglied der RAN. 2001 wurde er Korrespondierendes Mitglied der Akademie der Wissenschaften zu Göttingen. Er gehörte zur Orthographie-Kommission der RAN und zum Redaktionskollegium des Wörterbuchs der Altrussischen Sprache 11.–14. Jahrhundert und des Wörterbuchs der Russischen Sprache 11.–17. Jahrhundert.
Salisnjak war seit 1958 mit der Linguistin Jelena Viktorowna Padutschewa (* 1935; † 2019) verheiratet. Ihre Tochter Anna Andrejewna Salisnjak wurde ebenfalls Linguistin.
Salisnjak wurde nach der Trauerfeier im Gebäude der RAN auf dem Friedhof Trojekurowo begraben.

## Ehrungen, Preise
- Demidow-Preis (1997)
- Lomonossow-Goldmedaille der RAN (2007)[1]
- Staatspreis der Russischen Föderation (2007)
- Solschenizyn-Preis des Schriftstellers Alexander Issajewitsch Solschenizyn (2007)
- Schachmatow-Preis der RAN (2015)[1]